# Die Schlittschuhläufer
Die Schlittschuhläufer ist der Titel eines Gemäldes, das die russische Künstlerin Marianne von Werefkin 1911 malte. Das Werk gehört zum Bestand der Fondazione Marianne Werefkin (FMW) in Ascona. Es trägt dort die Inventar-Nummer FMW-0-0-27.

## Technik und Maße
Es handelt sich um eine Temperamalerei auf Karton, 57 × 75 cm.

## Ikonografie
Werefkin zeigt in ihrem Bild Die Schlittschuhläufer ein im Expressionismus selten behandeltes Motiv. Es wird veranschaulicht durch eine nächtliche Szenerie. Ein eigenartiges Gebäude mit riesigen eckigen Fenstern ist in seinem Inneren feurig gelb erhellt. Auf die dunkelblaue rundliche Eisfläche strahlt es verwunderlicherweise jedoch kein Licht aus. Zahllose Schlittschuhläufer gleiten gegen den Uhrzeigersinn als „schwarze, gleichsam verzauberten Gestalten“ übers Eis. Dicht gedrängt sind sie als Silhouetten durch den Schein des fahl grünlichen Mondes kaum zu erkennen. Es ist ein rätselhaftes Bild. Helligkeit und Dunkelheit scheinen Werefkins eigentliches Thema zu sein.

## Zweit- oder Erstfassung des Gemäldes?
Als „Bildergeschenk“ der Werefkin gelangte ein sehr ähnliches Gemälde mit gegenständlicheren Schlittschuhläufern „ohne Titel [Schlittschuhläufer, Vollmond und erleuchteter Pavillon]“ in den Besitz von Paul und Lily Klee und wurde mit der Datierung „1913“ versehen, die schon 1975 in einer Ausstellung in Villingen-Schwenningen geltend gemacht wurde. 1980 war Felix Klee der Leihgeber des ererbten Bildes an das Museum Wiesbaden. Zur Vorbereitung der Ausstellung hatten Recherchen ergeben, dass sich eine mit dem Klee’schen Gemälde übereinstimmende Skizze in der Fondazione Marianne Werefkin in einem Skizzenbuch des Archivs mit der Datierung „1911“ befindet. Folglich wurde das Klee’sche Gemälde im Wiesbadener Ausstellungskatalog von 1980 ebenfalls 1911 datiert.
In der Anordnung der Schlittschuhläufer deren Laufrichtung und der Anzahl der dargestellten Personen wurden zwischen der Klee’schen und der Asconeser Fassung unterdessen wesentliche Unterschiede festgestellt. Während im Asconeser Bild wie schon beobachtet die Schlittschuhläufer, dem Betrachter den Rücken zuwendend, sich in der Drehrichtung gegen den Uhrzeigersinn bewegen, weist das Klee’sche Bild eine „s-förmige Anordnung“ der Personen auf dem Eis auf. Die gen. S-Form nimmt an dem erleuchteten Gebäude ihren Anfang, führt in einer Linkskurve zur Mitte der Eisfläche, um in einer Rechtskurve an der unteren linken Bildseite zu enden. Dieses Mal kommen die Schlittschuhläufer dem Betrachter entgegen, während sie im Asconeser Fall vom Bildbetrachter weg-, ins Gemälde hineinlaufen. Die genannten Merkmale weisen u. a. die Skizze als Vorstudie zu dem Klee’schen Gemälde aus.